# Drosophyllum lusitanicum
Drosophyllum lusitanicum, comúnmente llamada pino rocío o pino español, es una planta insectívora, única especie de la familia Drosophyllaceae.

## Descripción
Es una planta insectívora con flores amarillas de 5 pétalos y 5 sépalos dispuestos en panículos (racimos), situadas sobre un tallo de aproximadamente 40 cm; florecen en julio y agosto.

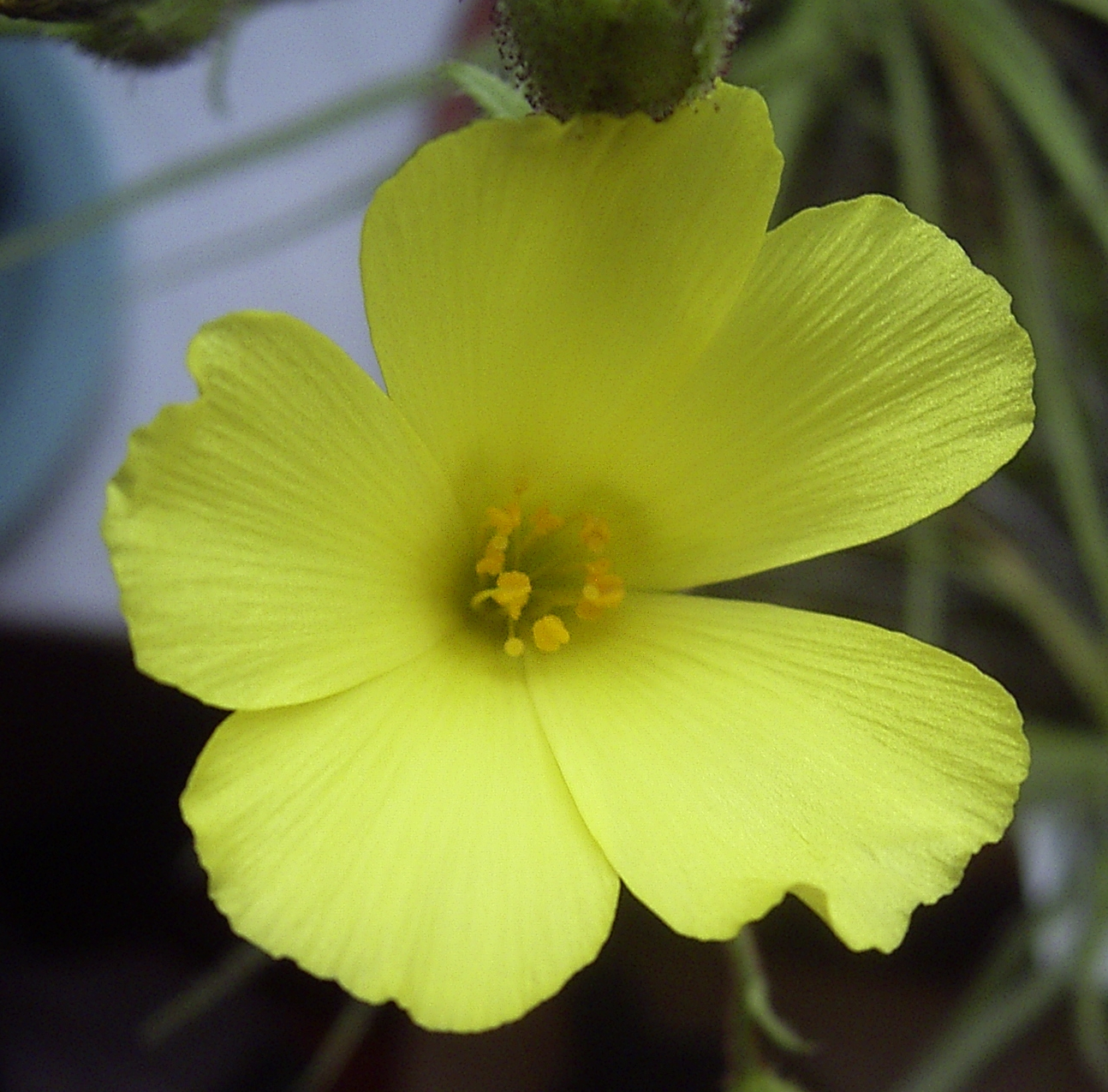
La especie cuenta con flores amarillas.

Posee hojas en roseta estrechas de unos 20 cm de largo, terminadas en punta. Las hojas están tapizadas con pelos glandulares de color rojo; desprenden gotitas mucilaginosas, una secreción viscosa y aromática por la que los insectos se sienten fuertemente atraídos. El insecto capturado muere pronto; entonces las glándulas digestivas situadas en el pelo comienzan a descomponer la presa mediante la secreción de enzimas que la digieren. Más tarde, las sustancias asimilables del cuerpo son captadas por glándulas absorbentes.

## Distribución y hábitat
Viven en suelos arenosos o rocosos en un clima estival seco, muy ricos en nutrientes, pero pobres en hierro (llamados herrizas). Realiza la fotosíntesis, pero debe completar su nutrición mediante la digestión de insectos que le proporcionan el nitrógeno del que carece el medio en que vive.[cita requerida]
Se distribuye en Portugal, suroeste de España y norte de Marruecos. En España se encuentra en las provincias de Ciudad Real, Cádiz, Málaga, Cáceres, Badajoz y en Ceuta.

## Taxonomía
Drosophyllum lusitanicum fue descrita por (L.) Link y publicado en Neues Journal für die Botanik 1(2): 53. 1805.
Etimología
Drosophyllum; nombre genérico que procede del término latíno phyllum que deriva de hojas y el prefijo Drosera, indicando que tiene las mismas hojas que el género Drosera.
lusitanicum: epíteto geográfico que alude a su localización en Lusitania.
Sinonimia
- Drosera lusitanica L. 1753
- Drosophyllum pedatum Dutailly 1902 nom.nud.
- Rorella lusitanica (L.) Raf. 1836
- Spergulus droseroides Brot. ex Steud. 1841 nom.illeg.[5]

Nombres comunes
- Castellano: atrapamoscas, liga o rosolí portugués.